# Seleção Albanesa de Futebol sub-17
A Seleção Albanesa de Futebol Sub-17 é a equipe Sub-17 da Albânia, que a representa em competições internacionais. Ela é controlada pela Associação de Futebol da Albânia.
O time Sub-17, já participa de dois torneios importantes, o Campeonato Europeu de Futebol Sub-17 e a Campeonato Mundial de Futebol Sub-17, embora nunca tenha se classificado para a fase final de nenhum deles.

## Elenco Atual
| Camisa | Nome               | Posição    | Idade | J Sel | Clube atual         |
| ------ | ------------------ | ---------- | ----- | ----- | ------------------- |
|        | Xhiljando Dergjini | Goleiro    | 17    | 1     | Flamurtari Vlorë    |
|        | Armand Çela        | Goleiro    | 17    | 0     | Tirana              |
|        | Griseld Çekiçi     | Zagueiro   | 16    | 1     | Pogradeci           |
|        | Dorian Kërçiku     | Zagueiro   | 16    | 1     | Tirana              |
|        | Jurgen Mumajesi    | Zagueiro   | 17    | 1     | Partizani           |
|        | Aleksandro Cuci    | Zagueiro   | 16    | 1     | Dinamo Tirana       |
|        | Andi Sula          | Zagueiro   | 17    | 0     | Shkendija Durrës    |
|        | Bruno Dita         | Meio Campo | 17    | 1     | Dinamo Tirana       |
|        | Armir Tafa         | Meio Campo | 17    | 1     | Vllaznia Shkodër    |
|        | Alfred Deliallisi  | Meio Campo | 17    | 1     | Shkendija Durrës    |
|        | Ardit Peposhi      | Zagueiro   | 16    | 1     | KF Partizani Tirana |
|        | Altin Abazaj       | Meio Campo | 16    | 0     | Tropikal            |
|        | Benkert Abdija     | Meio Campo | 17    | 1     | Grosseto            |
|        | Bruno Hoxha        | Meio Campo | 16    | 1     | Olimpik Tirana      |
|        | Mateus Levendi     | Meio Campo | 17    | 1     | Partizani           |
|        | Enio Petro         | Atacante   | 16    | 0     | Teuta Durrës        |
|        | Fabio Hoxha        | Atacante   | 17    | 1     | Internazionale      |
|        | Flavio Xhani       | Atacante   | 17    | 0     | Palermo             |